# 20/20 (banda)
20/20 é uma banda de power pop dos Estados Unidos, formada no ano de 1976 em Tulsa, Oklahoma, pelos integrantes Steve Allen e Ron Flynt. Em 1978 lançam seu primeiro single, "Giving It All" / "Under The Freeway", pela gravadora Bomp! Records de Los Angeles. No ano de 1979 sai seu primeiro álbum de estúdio, contendo a música "Yellow Pills". Em janeiro de 2025 a banda retorna com o álbum Back to California.

## História

### 1976-1983
Formada em 1976 por Steve Allen (guitarra / vocais) e Ron Flynt (baixo / vocais), ambos estudantes em uma escola de Tulsa e fãs da Invasão britânica, a banda teve início quando Steve Allen mudou-se para Los Angeles a fim de seguir os conterrâneos da Dwight Twilley Band, que haviam lançado o single "I’m On Fire" ainda naquele ano. Logo após, Ron Flynt se muda para a mesma cidade e assinam contrato com a Bomp! Records de Greg Shaw. Por esta época encontram Mike Gallo, um baterista que também tinha talento para compor, e evoluem para um quarteto com a adição do tecladista Chris Silagyi. Antes, o primeiro registro a sair foi o single de 1978, "Giving It All" / "Under The Freeway" (numerado Bomp - 115), gravado com a ajuda do baterista Phil Seymour, da Dwight Twilley Band.
Começaram a adquirir notoriedade local com suas apresentações ao vivo, atuando no circuito de clubes de Los Angeles, o que os fez assinarem com a CBS. O primeiro álbum da banda, 20/20, sai em 1979 e contém as músicas "Yellow Pills", "Jet Lag", "Tell Me Why", "Cheri" e "Remember The Lightning". Novamente, Phil Seymour toca a bateria em quase todas as músicas e ainda canta vocais de apoio em "She's an Obsession".
O segundo disco, Look Out!, sai apenas em 1981 e foi gravado com Joel Turrisi na bateria. A faixa "Nuclear Boy" foi tocada em estações com programação new wave, mas a CBS (em sua subsidiária, Portrait Records) optou por lançar "Strange Side of Love" como o primeiro single do álbum, que fracassou nas paradas. Após uma turnê de divulgação de Look Out, Chris Silagyi e Joel Turrisi se demitiram do 20/20. A falta de sucesso leva a banda a romper com a gravadora e lançar o terceiro disco, Sex Trap, em 1982 por seu próprio selo e fazendo um rock mais pesado, sem muito do brilho dos trabalhos anteriores.

### 1995-1998
Em 1993 sai a coletânea Yellow Pills - The Best of American Pop! Volume 1, contendo uma nova música do 20/20, "Song of The Universe". A mesma música abre o disco de sua volta oficial, 4 Day Tornado, de 1995. O Allmusic cita, sobre este disco, que o tão aguardado retorno da banda continua exatamente de onde pararam mais de uma década antes. Em 1998 sai o disco Interstate que, segundo o Allmusic, contém uma ênfase maior de country e com uma leve influência dos ̪Beatles.

### 2025
Em janeiro de 2025 a banda retorna com o álbum Back to California, mais de duas décadas após Steve Allen e Ron Flynt lançarem novas músicas sob o nome 20/20.

## Discografia

### Álbuns de estúdio
- 20/20 (1979)[1]
- Look Out! (1981)[10]
- Sex Trap (1982)[11]
- 4 Day Tornado (1995)[13]
- Interstate (1998)[14]
- Back to California (2025)[4]

### Singles (EUA)
- 7": "Giving It All" / "Under The Freeway" (1978) - Bomp! Records
- 7": "Cheri" / "Backyard Guys" (1979) - Portrait Records
- 7": "Tell Me Why (I Can't Understand You)" / "Yellow Pills" (1979) - Portrait Records
- 7": "Strange Side Of Love"; "Child's Play" / "People In Your Life" (1981) - Portrait Records
- 7": "Going Up With My Girl" / "World Of Fools" (2008) - Radio Heartbeat[2]

### Músicas em coletâneas de power pop
- DIY: Shake It Up! - American Power Pop II (1978-80) (1993) - Rhino Records (músicas "Giving It All" e "Yellow Pills")[12]
- Yellow Pills - The Best of American Pop! Volume 1 (1993) - Big Deal Records (música "Song of The Universe")
- Yellow Pills - More of the Best of American Pop! Volume 2 (1994) - Big Deal Records (músicas "Nothing At All" e "Watching The Headlights Burn")
- The Roots of Powerpop (1996) - Bomp! Records - (músicas "Drive", "Screaming" e "Under The Freeway")
- Poptopia! Power Pop Classics of The '70s (1997) - Rhino Records (música "Yellow Pills")
- 20 Greats From The Golden Decade of Power Pop (2005) - Varèse Sarabande (música "Yellow Pills")[carece de fontes?]